# Hair Restorer
Hair Restorer è un cortometraggio muto del 1907 diretto da Lewin Fitzhamon.

## Produzione
Il film fu prodotto dalla Hepworth.

## Distribuzione
Distribuito dalla Hepworth, il film - un cortometraggio di dieci minuti - uscì nelle sale cinematografiche britanniche nel giugno 1907. Venne presentato anche negli Stati Uniti, distribuito sempre nel 1907 dalla Williams, Brown and Earle.
Si conoscono pochi dati del film che, prodotto dalla Hepworth, fu distrutto nel 1924 dallo stesso produttore, Cecil M. Hepworth. Fallito, in gravissime difficoltà finanziarie, il produttore pensò in questo modo di poter almeno recuperare il nitrato d'argento della pellicola.